# Othello (film, 1922)
Pour les articles homonymes, voir Othello.
Pour plus de détails, voir Fiche technique et Distribution.
Othello est un film allemand réalisé par Dimitri Buchowetzki, sorti en 1922.

## Synopsis
Basé sur la pièce de William Shakespeare Othello ou le Maure de Venise.

## Fiche technique
- Titre original : Othello
- Pays de production :  République de Weimar
- Année : 1922
- Réalisation : Dimitri Buchowetzki
- Scénario : Dimitri Buchowetzki et Carl Hagen
- Histoire : William Shakespeare, d'après sa pièce éponyme
- Société de production : Wörner-Filmgesellschaft
- Société de distribution : Export-Import Film Company (États-Unis)
- Direction artistique : Fritz Kraenke (en) et Karl Machus
- Musique : Jon Mirsalis (2001 alternate version)
- Photographie : Karl Hasselmann et Friedrich Paulmann
- Langue : allemand
- Format : Noir et blanc – 1,33:1 – 35 mm – Muet
- Genre : Drame
- Durée : 79 minutes
- Dates de sortie : 
  - République de Weimar : février 1922
  - États-Unis : 25 février 1923

## Distribution
- Emil Jannings : Othello
- Werner Krauss : Iago
- Ica von Lenkeffy : Desdémone
- Theodor Loos : Cassio
- Ferdinand von Alten : Roderigo
- Friedrich Kühne : Brabantio
- Magnus Stifter : Montano
- Lya De Putti : Emilia